# Faja de Oro (schip, 1914)
Faja de Oro was een vrachtschip waarvan het tot zinken brengen door een Duitse U-boot leidde tot Mexico's deelname aan de Tweede Wereldoorlog aan de zijde van de geallieerden.
Het schip heette oorspronkelijk Barneson voor Andrew Weir & Co., Bank Line, Inver Transport & Trading, Inver Tankers, British-Mexican Petroleum,Compagnie Venture, Lago Shipping in Glasgow & Londen. In 1915 kreeg het bij deze maatschappij een nieuwe naam: Oyleric tot het schip in 1937 werd verkocht aan Ditta G. M. Barbagelata, Genua en de naam Genoano kreeg. In 1941 kwam het schip in het bezit van Petroleos Mexicanos S. A. (Mexican Gov.), Tampico en die noemde het Faja De Oro.
Op 8 december 1941, een dag na de Japanse aanval op Pearl Harbor legde het schip aan in de haven van Tampico, waarna geconfisqueerd werd door Mexico.
Op 21 mei 1942 werd het schip in de Golf van Mexico, niet ver van Key West, door de Duitse U-Boot U-160 onder commando van Hermann Rasch getorpedeerd en tot zinken gebracht, waarbij tien opvarenden om het leven kwamen. De volgende dag nog verklaarde de Mexicaanse regering de oorlog aan Duitsland, Italië en Japan.
Sommige samenzweringstheorieën geven de Verenigde Staten de schuld van de aanval, omdat dat land Mexico graag over de streep wilde halen om voor de geallieerden te kiezen, en veel Mexicanen zagen niet in waarom Duitsland Mexicaanse schepen aan zou vallen. De reden daarvoor was echter dat de Verenigde Staten door het strijdgewoel in het Midden-Oosten en Europa steeds meer afhankelijk waren geraakt van olie-invoer uit Mexico, iets van Duitsland zoveel mogelijk probeerde te verstoren om de Amerikaanse industrie te treffen.
Een week eerder was de Potrero del Llano al door een Duitse torpedo tot zinken gebracht.